# Düsseldorf Völklinger Straße
Düsseldorf Völklinger Straße – przystanek kolejowy w Düsseldorfie, w kraju związkowym Nadrenia Północna-Westfalia, w Niemczech. Znajduje się tu 1 peron.